# 新教会
新教会（しんきょうかい、英語: New Church）とは、キリスト教系の新宗教で、スウェーデンの科学者・神学者、エマヌエル・スヴェーデンボリ　Emanuel Swedenborg  (1688–1772)の著作に由来するものである。
スウェーデンボリィは、イエス・キリストから、少なくとも25年間以上の間、連続した幻を視るという体験を通して、新しい啓示を受けたと公言した。彼の著作によれば、神は伝統的なキリスト教会に代えて、「新教会」を設立することを予言する。そこでは、神を一人の人間、イエス・キリストとして礼拝の対象とした。新教会の教義では、人はそれぞれ自分自身の生き方を悔い改め、矯正し、再生すべく、積極的に関与しなければならない。
この活動は、神がスウェーデンボリィに聖書の霊的意味を説明し、それはイエス・キリストの再臨であり、その再臨は真理の啓示という形でされたという信念によって基礎づけられている。信者たちは、スウェーデンボリィが霊界で最後の審判と新教会の創建を目撃したと信じている。新教会は、イエス・キリストを天地の唯一の神として信じ、その戒めに従うことが救いには不可欠であると信じる者達が設立した組織である。そのため、この信条をもっているキリスト教徒は、新教会運動の部分であるとも考えられる。新教会組織は、主の教会の普遍的な性質をも認めている。その普遍性は、自分の信じる宗教の真理から善を行う者は主によって天界に迎えられということにある。なぜなら神は善そのものであり、善を行うことは神と一つに結びつくということであるからだ。
信者たちは、新教会教義は書物から由来し、真理に関するさらなる照らしの恩恵を与え、また疑問を減少させ、個々人の過ちを認めさせ、より方向の確かで幸福な生活に向かわせてくれると信じている。この動きの別の名称は、スウェーデンボルグ主義、新エルサレム教会、主の教会、・・新教会、ジェネラルチャーチ・・がある。スウェーデンボリィは、著作を出版するとき、自分の名ではなく匿名で出版し、またその著作は、信条や教義による多彩な教会ではなく、愛と仁愛に基づく一つの教会を目指している。

## 歴史
スウェーデンボリィは神学著作の中で「新教会」が設立されることを述べているが、彼自身は決してなんらかの組織を設立しようとしなかった。1768年にスウェーデンで、スウェーデンボリィ著作と、この思想を推進しようとした2人の人物に対して、異端審査が開かれた。そこではスウェーデンボリィの神学著作がキリスト教の教義と矛盾しないかということが本質的に注目された。1770年の王室令で、その神学思想体系が全く検証されていないにも関わらず、スウェーデンボリィ著作は「明らかに誤っている」とされ、教えることを禁止された。スウェーデンボリィを支持している聖職者は、彼の教えを用いることをやめるよう命令され、税関職員たちは彼の著作を没収し、新たな教会会議の恩赦がない限りどの地域においても発行を禁じた。スウェーデンボリィはアムステルダムから王に手紙を書き、許しと保護を求めた。さらなるスウェーデンボリィに対する捜査は立ち往生し、事実上1778年に停止した。
スウェーデンボリィの死の時点で、組織的教会を設立しようという試みがあったが、ついにその15年後の1787年5月7日に英国で新教会活動が成立する。英国はスウェーデンボリィがしばしば訪れ、亡くなった地である。1789年までに英国のあちこちで教会が生まれ、その年の4月に最初の新教会合同会議がロンドンのグレート・イーストチープ通りで開催された。新教会思想は伝道師たちによって米国にわたった。有名な伝道師の一人がジョン・チャップマン、別名ジョニー・アップルシードである。初期の伝道師は、アフリカの一部にも旅をした。

## 秘跡

### 洗礼と聖餐式
新教会の主な秘跡はバプテスマと聖餐式（聖体拝領や聖晩餐式とも呼ばれる）である。加えて、内なる霊的生命を象徴する他の儀式も存在する。バプテスマは受礼者がキリスト教に加わること、そして真理によって不信が清められる心の改変を表す。バプテスマの儀式は、イエス・キリストに従う決心を理性的にすることのできる年齢に達してからなされるべきとされてはいるものの、スヴェーデンボリは洗礼を受けた幼児たちには、彼らが適切な年齢に達するまで、クリスチャン信仰に導くために守護天使が遣わされていると述べている。聖晩餐式または聖体拝領は、人間の心が神の律法に従って再創造され、それによって神がその者の心に対し、近く親しい交わりをすることができることを象徴する。すなわち全ての者は、聖餐式の真の目的を達成するために、儀式に参加する前に自らの生活を吟味するべきである。

### 結婚
新教会における結婚式は個人的な秘跡となっているが、それは司祭による儀式の進行が必要のためというよりも便宜上のものであると考えられているためである。結婚式はバプテスマや聖餐式と一緒に秘跡とはされていない。しかしながら他所でスヴェーデンボリは、結婚は司祭によって行われるべきであり、その理由として「熟考のすえの結婚というものは霊的であり、すなわち聖なるものである。なぜならそれは天における善と真理の婚姻関係に由来し、結婚に関する事柄は神と教会の神聖な婚姻と一致するものであるため、神ご自身から来たものだからである」と述べている。
加えて真の結婚の愛は、どちらも神を起源に持っているために信心が基礎となるとする。宗教的な基礎なしでは、結婚関係は冷える可能性がある。真に霊的な結婚は永遠に、言うなれば死後の天においてさえ続くものとされる。これによって、両者は姿形においては男性と女性のままであるが、魂においては1人の天使となる。こうして、彼らはカップルとして、神の王国における有益かつ永遠に完全な奉仕の人生を送る。しかしもし未婚のまま死んだ場合、その者は天において配偶者を見つけるとされている。
男性は真理のかたち、そして女性は愛のかたちであり、両者は一つとなる。婚姻における愛情は天から直接全ての人間に与えられたものであり、男性の宗教的理由による独身状態はこれと干渉する。すなわち結婚は、独身のままでいる状態よりも優先されるべきとされる。